# 艾昂達夫 (北卡羅萊納州)
艾昂達夫（英語：Iron Duff）是位於美國北卡羅萊納州海伍德縣的非建制地區。

## 歷史
艾昂達夫的郵局於1874年設立，其後於1905年停運。

## 地理
艾昂達夫所處的海拔為高於海平面790米（即2592英呎），而該地所採用的時區為UTC-5，即北美东部时区（EST）。同時該地設有夏令時間，為UTC-5調快一小時，即UTC-4（EDT）。